# 季格罗维河
季格罗维河（俄语：Река Тигровый）是滨海边疆区达尔涅戈尔斯克城区的河流，长4.3公里，流域面积8.27平方公里，注入鲁德纳亚河。

## 引用
1. ↑  . shamora.info.   [2024-01-07]. （原始内容存档于2024-01-07）.